# 1886 w literaturze
Wydarzenia literackie w 1886 roku.

## Nowe utwory
- polskojęzyczne
  - Eliza Orzeszkowa – A...B...C... (pierwodruk w „Gazecie Warszawskiej”; wersja ocenzurowana)[1]
  - Henryk Sienkiewicz – Potop
  - Norbert Bonczyk – Góra Chełmska[2]
  - Zofia Urbanowska – Księżniczka
- obcojęzyczne 
  - Frances Hodgson Burnett – Mały lord
  - Robert Louis Stevenson – Porwany za młodu
  - Edmondo De Amicis – Serce
  - Jules Verne – Robur Zdobywca (fr. Robur le conquerant)
  - Octave Mirbeau – Le Calvaire

## Urodzili się
- 2 stycznia – Mojsze Lejb Halpern, żydowski poeta (zm. 1932)
- 3 stycznia – John Gould Fletcher, amerykański poeta (zm. 1950)
- 17 stycznia – Ronald Firbank, angielski pisarz (zm. 1926)
- 2 lutego – William Rose Benét, amerykański prozaik i poeta (zm. 1950)
- 11 lutego – Majj Zijade, arabska poetka, pisarka i tłumaczka z Palestyny (zm. 1941)
- 13 lutego – Ricardo Güiraldes, argentyński nowelista i poeta (zm. 1927)
- 22 lutego – Takuboku Ishikawa, japoński pisarz i poeta (zm. 1912)
- 3 kwietnia – Nikołaj Gumilow, rosyjski poeta (zm. 1921)
- 14 kwietnia – Ernst Robert Curtius, niemiecki historyk literatury i eseista (zm. 1956)
- 28 kwietnia – Stanisław Miłaszewski, polski dramatopisarz, publicysta, poeta i tłumacz (zm. 1944)
- 2 maja – Gottfried Benn, niemiecki pisarz i eseista (zm. 1956)
- 10 maja – Olaf Stapledon, brytyjski filozof i pisarz sf (zm. 1950)
- 18 maja – Grigorij Adamow, radziecki pisarz (zm. 1945)
- 23 maja – Max Herrmann-Neisse, niemiecki pisarz, poeta i publicysta (zm. 1941)
- 28 maja – Władysław Chodasiewicz, rosyjski poeta, eseista i tłumacz (zm. 1939)
- 1 lipca – Icchak Kacenelson, żydowski poeta i dramaturg (zm. 1944)
- 4 lipca – Jerzy Hulewicz, polski pisarz i malarz (zm. 1941)
- 5 lipca – Felix Timmermans, flamandzki pisarz i malarz (zm. 1947)
- 16 lipca – Pierre Benoit, francuski pisarz (zm. 1962)
- 22 lipca – Hella Wuolijoki, fińska dramatopisarka estońskiego pochodzenia (zm. 1954)
- 24 lipca – Jun’ichirō Tanizaki, japoński pisarz (zm. 1965)
- 16 sierpnia – Augustyn Świder, polski poeta (zm. 1923)
- 10 września – Hilda Doolittle, amerykańska poetka, powieściopisarka i autorka wspomnień (zm. 1961)
- 20 września – Charles Williams, brytyjski pisarz, poeta, teolog i krytyk literacki (zm. 1945)
- 21 sierpnia – Max Jara, chilijski poeta (zm. 1965)
- 27 września – Wacław Rolicz-Lieder, polski poeta (zm. 1912)
- 3 października – Alain-Fournier, francuski pisarz (zm. 1914)
- 18 października – Helena Boguszewska, polska pisarka (zm. 1978)
- 24 października – Delmira Agustini, urugwajska poetka (zm. 1914)
- 30 października – Zoe Akins, amerykańska prozaiczka, dramatopisarka i poetka (zm. 1958)
- 1 listopada
  - Hermann Broch, austriacki pisarz (zm. 1951)
  - Sakutarō Hagiwara, japoński poeta, eseista i teoretyk literatury (zm. 1942)
- 14 listopada – Aniempodist Sofronow, jakucki poeta, dramaturg, pisarz (zm. 1935)
- 1 grudnia – Rex Stout, amerykański pisarz powieści detektywistycznych (zm. 1975)
- 5 grudnia – Rose Wilder Lane, amerykańska pisarka i dziennikarka (zm. 1968)
- 23 grudnia – Albert Ehrenstein, niemiecki poeta i pisarz ekspresjonistyczny (zm. 1950)
- Misao Fujimura, japoński poeta (zm. 1903)

## Zmarli
- 17 marca – Pierre-Jules Hetzel, francuski wydawca i pisarz (ur. 1814)
- 7 października – William Barnes, angielski poeta i pisarz (ur. 1801)